# Пенькова
Пенько́ва (рос. Пеньковая) — селище у складі Могочинського району Забайкальського краю, Росія. Входить до складу Могочинського міського поселення.

## Населення
Населення — 9 осіб (2010; 8 у 2002).
Національний склад (станом на 2002 рік):
- росіяни — 87 %